# Yorki Cecília angol királyi hercegnő
Yorki Cecília (London, 1469. március 20. – 1507) angol hercegnő.
Keresztnevét apai nagyanyja után kapta. Londonban, a Westminster palotában született, IV. Eduárd angol király és Elizabeth Woodville királyné harmadik gyermekeként és harmadik leányaként, a York-dinasztia sarjaként. (Nővérei: Erzsébet és Mária). Négy öccse (Eduárd, Richárd, György és Artúr) és három húga (Anna, Katalin és Brigitta) volt.
Ő volt a későbbi III. Richárd angol király egyik unokahúga és a későbbi VIII. Henrik anyai nagynénje is. 1474-ben IV. Edward házassági tárgyalásokat kezdeményezett III. Jakab skót királlyal, miszerint gyermekeik egy nap majd egybekelnek egymással, s így megszűnhet a két királyság közötti állandó katonai konfliktus, azonban Cecília apjának 1483-as halála megakadályozta a frigy megkötését. A királyt öccse, Richárd követte a trónon, akiről azt beszélték, hogy felesége, Anne Neville királyné halála után azt fontolgatta, hogy nőül veszi halott bátyja valamelyik leányát, s a legvalószínűbb feleségnek pont ő és nővére, Erzsébet tűntek, akik a király legidősebb élő leányai voltak, Eduárd fiait pedig első, királyként meghozott intézkedései között, törvénytelen gyermekeknek nyilvánította, hogy felnővén ne formálhassanak jogot a koronára. (Ezt a döntését arra alapozta, miszerint Eduárd már Eleanor Butler férje volt, amikor nőül vette Elizabethet, így frigyük semmissé nyilváníttatott, gyermekeik pedig fattyúkként nem léphettek fel trónköveteléssel.)
A hercegnő összesen háromszor volt férjnél: első férje Ralph Scope of Upsall volt, Scrope of Masham 6. bárójának öccse, ám ezt a frigyet Cecília sógora, a későbbi VII. (Tudor) Henrik király felbontotta.
Másodszorra (1487-ben) Cecília nőül ment John Welleshez, Welles 1. vikomtjához, Lionel Welles és Margaret Beauchamp of Bletso fiához. (Ez a házasság már csak azért is érdekes, mivel John féltestvére, Margaret Beaufort annak a VII. Henriknek volt az édesanyja, aki feleségül vette Cecília nővérét, Erzsébet hercegnőt.) Ebből a házasságából két leánya született: Elizabeth és Anne, azonban mindketten fiatalon, hajadonként és gyermektelenül haltak meg, férje pedig 1499-ben hunyt el, ám társadalmi rangja hitvese nélkül is biztosítva volt az udvarnál, elvégre ő volt a királyné húga és a király sógornője. Cecília tartotta a keresztvíz alá unokaöccsét, Artúrt, a wales-i herceget és trónörököst, nővére elsőszülött gyermekét, s részt vett nővére megkoronázásán, továbbá Artúr és Aragóniai Katalin menyegzőjén is. Három éve volt már özvegy, és már a lányait is el kellett temetnie, amikor harmadjára is férjhez ment, Sir Thomas Kyme-hez 1502-ben.(A frigyből nem születtek gyermekek.) Ez a házassága sem tartott valami hosszú ideig, mivel 1507-ben a hercegnő csupán 38 évesen, a Wight sziget Sandown nevű városában meghalt, bár egyesek szerint nem is ott, hanem Hertfordshire-ben hunyt el.
Élete utolsó éveit az udvartól távol, nyugalomban élte, és nem a Westminster apátságban helyezték végső nyugalomra, hanem a Wight szigeten, a Quarr apátságban.